# Mistrzostwa Polski juniorów do lat 18 w szachach
Mistrzostwa Polski juniorów do lat 18 w szachach – turnieje szachowe mające na celu wyłonienie medalistów mistrzostw Polski juniorów w kategorii do 18 lat. W latach 1974–1985 (juniorki od 1976 r.) rozgrywane były w grupie wiekowej do lat 17 (oficjalna nazwa: mistrzostwa Polski juniorów młodszych), następnie w latach 1986–1990 nie rozgrywane (mistrzami Polski juniorów młodszych byli wówczas zwycięzcy grup do 15 lat), a od 1991 r. odbywają się w obecnej formule, z udziałem zawodniczek i zawodników nie starszych niż 18 lat (licząc według rocznika urodzenia). Wszystkie turnieje w tych kategoriach rozegrane były systemem szwajcarskim.

## Medaliści mistrzostw Polski juniorów do 17 lat
| Lp | Rok  | Miasto      | Juniorzy                                                    | Miasto                                                      | Juniorki                                                       |
| -- | ---- | ----------- | ----------------------------------------------------------- | ----------------------------------------------------------- | -------------------------------------------------------------- |
| 1  | 1974 | Opole       | 1. Andrzej Danysz 2. Henryk Seifert 3. Piotr Przybylski     |                                                             |                                                                |
| 2  | 1975 | Legnica     | 1. Waldemar Hanasz 2. Dariusz Klimaszewski 3. Paweł Stempin |                                                             |                                                                |
| 3  | 1976 | Płock       | 1. Paweł Stempin 2. Jerzy Dybowski 3. Alojzy Kocur          | Toruń                                                       | 1. Małgorzata Wiese 2. Agnieszka Brustman 3. Halina Maziarka   |
| 4  | 1977 | Bolesławiec | 1. Roman Tomaszewski 2. Andrzej Jarzyński 3. Tadeusz Karpik | Bydgoszcz                                                   | 1. Anna Rygielska 2. Katarzyna Czarska 3. Marzena Czarska      |
| 5  | 1978 | Białystok   | 1. Jerzy Bany 2. Wojciech Jachim 3. Andrzej Jarzyński       | Krajenka                                                    | 1. Katarzyna Czarska 2. Grażyna Szymańska 3. Iwona Lewandowska |
| 6  | 1979 | Radom       | 1. Witalis Sapis 2. Piotr Staniszewski 3. Tomasz Masłowski  | Krajenka                                                    | 1. Ewa Kaczmarek 2. Iwona Lewandowska 3. Jolanta Rojek         |
| 7  | 1980 | Chełmno     | 1. Robert Kuczyński 2. Jacek Woda 3. Andrzej Doniec         | Kraków                                                      | 1. Jolanta Rojek 2. Barbara Graczyk 3. Małgorzata Szulnis      |
| 8  | 1981 | Chorzów     | 1. Lubomir Wyrzykowski 2. Mariusz Knoff 3. Adam Cybulak     | Pilzno                                                      | 1. Ewa Kaczmarek 2. Anna Lissowska 3. Liliana Leszner          |
| 9  | 1982 | Częstochowa | 1. Marek Piórecki 2. Tadeusz Juroszek 3. Jarosław Sendera   | 1. Joanna Jagodzińska 2. Urszula Nowik 3. Izabela Łaszewska | 1. Joanna Jagodzińska 2. Urszula Nowik 3. Izabela Łaszewska    |
| 10 | 1983 | Katowice    | 1. Leszek Węglarz 2. Robert Kuczyński 3. Marek Matlak       | 1. Joanna Strzałka 2. Izabela Łaszewska 3. Agnieszka Fornal | 1. Joanna Strzałka 2. Izabela Łaszewska 3. Agnieszka Fornal    |
| 11 | 1984 | Poznań      | 1. Artur Pieniążek 2. Jan Pisuliński 3. Jacek Gdański       | 1. Joanna Karmazyn 2. Anna Domaradzka 3. Joanna Strzałka    | 1. Joanna Karmazyn 2. Anna Domaradzka 3. Joanna Strzałka       |
| 12 | 1985 | Sobótka     | 1. Sławomir Persowski 2. Jacek Gdański 3. Janusz Siekański  | 1. Danuta Kłusek 2. Anna Szmigielska 3. Alicja Zawadzka     | 1. Danuta Kłusek 2. Anna Szmigielska 3. Alicja Zawadzka        |

## Medaliści mistrzostw Polski juniorów do 18 lat
| Lp | Rok  | Miasto          | Juniorzy                                                           | Juniorki                                                             |
| -- | ---- | --------------- | ------------------------------------------------------------------ | -------------------------------------------------------------------- |
| 1  | 1991 | Limanowa        | 1. Artur Jakubiec 2. Tomasz Muc 3. Zbigniew Robak                  | 1. Katarzyna Lewandowska 2. Jolanta Turczynowicz 3. Joanna Byczyńska |
| 2  | 1992 | Biała Podlaska  | 1. Paweł Jaracz 2. Marek Oliwa 3. Robert Ciemniak                  | 1. Ewa Burczyk 2. Karina Walura 3. Agnieszka Szczygieł               |
| 3  | 1993 | Grudziądz       | 1. Łukasz Dworakowski 2. Piotr Murdzia 3. Aleksander Pisarek       | 1. Olimpia Bartosik 2. Magdalena Kludacz 3. Magdalena Gużkowska      |
| 4  | 1994 | Żagań           | 1. Bartłomiej Macieja 2. Robert Kempiński 3. Piotr Bobras          | 1. Monika Aksiuczyc 2. Olimpia Bartosik 3. Barbara Grabarska         |
| 5  | 1995 | Brzeg Dolny     | 1. Bartosz Soćko 2. Michał Swół 3. Piotr Bobras                    | 1. Marta Zielińska 2. Joanna Dworakowska 3. Monika Bobrowska         |
| 6  | 1996 | Chorzów         | 1. Jakub Filipek 2. Aleksander Hnydiuk 3. Tomasz Jakubowski        | 1. Dalia Blimke 2. Maja Izdebska 3. Joanna Madejska                  |
| 7  | 1997 | Sopot           | 1. Łukasz Cyborowski 2. Maciej Nurkiewicz 3. Jakub Filipek         | 1. Maja Izdebska 2. Dalia Blimke 3. Dorota Iwaniuk                   |
| 8  | 1998 | Krynica Morska  | 1. Paweł Blehm 2. Rafał Antoniewski 3. Marek Stryjecki             | 1. Dorota Iwaniuk 2. Anna Kucypera 3. Edyta Andrzejewska             |
| 9  | 1999 | Nowa Ruda       | 1. Marek Stryjecki 2. Przemysław Liwak 3. Dominik Orzech           | 1. Katarzyna Jurkiewicz 2. Joanna Kwiecień 3. Edyta Andrzejewska     |
| 10 | 2000 | Wisła           | 1. Aleksander Miśta 2. Marcin Dziuba 3. Krzysztof Jakubowski       | 1. Agnieszka Matras 2. Małgorzata Reszka 3. Paulina Kamińska         |
| 11 | 2001 | Zakopane        | 1. Aleksander Miśta 2. Marcin Dziuba 3. Krzysztof Jakubowski       | 1. Maria Szymańska 2. Małgorzata Reszka 3. Justyna Skrochocka        |
| 12 | 2002 | Bartkowa        | 1. Mateusz Bartel 2. Stanisław Zawadzki 3. Jerzy Owczarzak         | 1. Paulina Cagara 2. Justyna Skrochocka 3. Dorota Czarnota           |
| 13 | 2003 | Krynica-Zdrój   | 1. Grzegorz Gajewski 2. Radosław Wojtaszek 3. Bartłomiej Heberla   | 1. Jolanta Zawadzka 2. Joanna Worek 3. Izabela Tekielak              |
| 14 | 2004 | Łeba            | 1. Radosław Wojtaszek 2. Dariusz Szoen 3. Krystian Kuźmicz         | 1. Jolanta Zawadzka 2. Joanna Worek 3. Beata Kądziołka               |
| 15 | 2005 | Łeba            | 1. Jacek Stopa 2. Wojciech Moranda 3. Michał Luch                  | 1. Karina Szczepkowska 2. Dorota Czarnota 3. Aneta Korościel         |
| 16 | 2006 | Łeba            | 1. Marcin Tazbir 2. Wojciech Moranda 3. Michał Olszewski           | 1. Hanna Leks 2. Magdalena Kozak 3. Monika Kaniak                    |
| 17 | 2007 | Łeba            | 1. Tomasz Warakomski 2. Maciej Brzeski 3. Mateusz Bobula           | 1. Hanna Leks 2. Maria Gościniak 3. Wioletta Sobierska               |
| 18 | 2008 | Łeba            | 1. Jacek Tomczak 2. Kacper Piorun 3. Adrian Panocki                | 1. Maria Gościniak 2. Wiktoria Wierzbicka 3. Małgorzata Nowak        |
| 19 | 2009 | Chotowa         | 1. Arkadiusz Bebel 2. Kamil Klim 3. Piotr Sabuk                    | 1. Anna Warakomska 2. Patrycja Łabędź 3. Klaudia Kulon               |
| 20 | 2010 | Karpacz         | 1. Marcin Sieciechowicz 2. Mateusz Kołosowski 3. Michał Janczarski | 1. Klaudia Kulon 2. Anna Warakomska 3. Kinga Zakościelna             |
| 21 | 2011 | Murzasichle     | 1. Paweł Weichhold 2. Marcel Kanarek 3. Oskar Wieczorek            | 1. Monika Głuszko 2. Katarzyna Adamowicz 3. Joanna Byrka             |
| 22 | 2012 | Solina          | 1. Jan-Krzysztof Duda 2. Kacper Drozdowski 3. Marcin Krzyżanowski  | 1. Aleksandra Lach 2. Klaudia Wiśniowska 3. Anna Iwanow              |
| 23 | 2013 | Szczyrk         | 1. Łukasz Licznerski 2. Grzegorz Nasuta 3. Jan Musiałkiewicz       | 1. Maria Leks 2. Magdalena Mucha 3. Klaudia Wiśniowska               |
| 24 | 2014 | Jastrzębia Góra | 1. Grzegorz Nasuta 2. Bartosz Nowicki 3. Filip Cukrowski           | 1. Angelika Dziodzio 2. Joanna Maruszczak 3. Antonina Góra           |
| 25 | 2015 | Karpacz         | 1. Ryszard Eggink 2. Łukasz Jarmuła 3. Radosław Gajek              | 1. Oliwia Kiołbasa 2. Mariola Woźniak 3. Ewa Harazińska              |